# Szelím el-Zsedídi
Szelím el-Zsedídi (arabul: سليم الجديدي, nemzetközi sajtóban Slim Jedidi; 1970. április 17. –) tunéziai nemzetközi labdarúgó-játékvezető.

## Pályafutása

### Nemzeti játékvezetés
2005-től kezdve vezetett Tunéziában a legmagasabb labdarúgó bajnokságban mérkőzéseket.

### Nemzetközi játékvezetés
A Tunéziai labdarúgó-szövetség Játékvezető Bizottsága (JB) 2007-ben terjesztette fel nemzetközi játékvezetőnek, a Nemzetközi Labdarúgó-szövetség (FIFA) bíróinak keretébe. Több nemzetek közötti válogatott és klubmérkőzést vezetett.

#### Világbajnokság
A világbajnoki döntőhöz vezető úton Dél-Afrikába a XIX., a 2010-es labdarúgó-világbajnokságra és Brazíliába a XX., a 2014-es labdarúgó-világbajnokságra a FIFA JB bíróként alkalmazta. 2012-ben a FIFA JB bejelentette, hogy a brazil labdarúgó-világbajnokság lehetséges játékvezetőinek átmeneti listájára jelölte, de a világbajnokságon végül nem vett részt. Selejtező mérkőzéseket az afrikai (CAF) zónában irányított.

##### 2010-es labdarúgó-világbajnokság

###### Selejtező mérkőzés
| Időpont            | Helyszín                               | Mérkőzés típusa                   | Mérkőzés     | Eredmény | Nézők száma |
| ------------------ | -------------------------------------- | --------------------------------- | ------------ | -------- | ----------- |
| 2008. június 8.    | Général Seyni Kountché Stadion, Niamey | előselejtező (2. kör, 3. csoport) | Niger–Angola | 1 : 2    | 23 000      |
| 2009. november 14. | Al Merreikh Stadion, Omdurmán          | előselejtező (3. kör, D. csoport) | Szudán–Benin | 0 : 3    | 600         |

##### 2014-es labdarúgó-világbajnokság

###### Selejtező mérkőzés
| Időpont         | Helyszín                                | Mérkőzés típusa                  | Mérkőzés                  | Eredmény | Nézők száma |
| --------------- | --------------------------------------- | -------------------------------- | ------------------------- | -------- | ----------- |
| 2012. június 2. | Félix Houphouët-Boigny Stadion, Abidjan | előselejtező (2. kör, C csoport) | Elefántcsontpart–Tanzánia | 2 : 0    | 15 000      |

#### Afrikai Nemzetek Kupája
Egyenlítői-Guinea és Gabon közösen rendezte a 28., a 2012-es afrikai nemzetek kupája nemzetközi labdarúgó tornát, ahol CAF JB játékvezetőként foglalkoztatta.

##### 2012-es afrikai nemzetek kupája

###### Selejtező mérkőzés
| Időpont             | Helyszín                           | Mérkőzés típusa           | Mérkőzés                          | Eredmény |
| ------------------- | ---------------------------------- | ------------------------- | --------------------------------- | -------- |
| 2010. szeptember 5. | U.J. Esuene Stadion, Calabar       | előselejtező (B. csoport) | Nigéria–Madagaszkár               | 2 : 0    |
| 2011. március 27.   | Városi Stadion, Abuja              | előselejtező (B. csoport) | Nigéria–Etiópia                   | 4 : 0    |
| 2011. június 5.     | Katonai Akadémia Stadion, Kairó    | előselejtező (G. csoport) | Egyiptom–Dél-Afrika               | 0 : 0    |
| 2011. szeptember 4. | Barthelemy Boganda Stadion, Bangui | előselejtező (D. csoport) | Közép-afrikai Köztársaság–Marokkó | 0 : 0    |
| 2012. január 24.    | Városi Stadion, Franceville        | selejtező (D. csoport)    | Mali–Guinea                       | 1 : 0    |
| 2012. január 30.    | Nuevo Stadion, Malabo              | selejtező (B. csoport)    | Elefántcsontpart–Angola           | 2 : 0    |

##### Arab Nemzetek Kupája
| Időpont          | Helyszín                                 | Mérkőzés típusa              | Mérkőzés      | Eredmény |
| ---------------- | ---------------------------------------- | ---------------------------- | ------------- | -------- |
| 2012. június 26. | Prince Abdullah al-Faisal Stadion, Rijád | csoportmérkőzés (B. csoport) | Bahrein–Jemen | 0 : 2    |
| 2012. június 30. | Prince Abdullah al-Faisal Stadion, Rijád | csoportmérkőzés (C. csoport) | Szudán–Irak   | 1 : 1    |
| 2012. július 6.  | Prince Abdullah al-Faisal Stadion, Rijád | döntő                        | Líbia–Marokkó | 1 : 1    |

##### Olimpia
A 2012. évi nyári olimpiai játékok labdarúgó tornájára a FIFA JB bírói szolgálatra hívta meg.
| Időpont            | Helyszín                           | Mérkőzés típusa              | Mérkőzés         | Eredmény | Nézők száma |
| ------------------ | ---------------------------------- | ---------------------------- | ---------------- | -------- | ----------- |
| 2012. július 26.   | St. James’ Park Stadion, Newcastle | csoportmérkőzés (B. csoport) | Mexikó–Dél-Korea | 0 : 0    | 15 748      |
| 2012. augusztus 1. | Ricoh Stadion, Coventry            | csoportmérkőzés (D. csoport) | Japán–Honduras   | 0 : 0    | 25 862      |